# David Alton

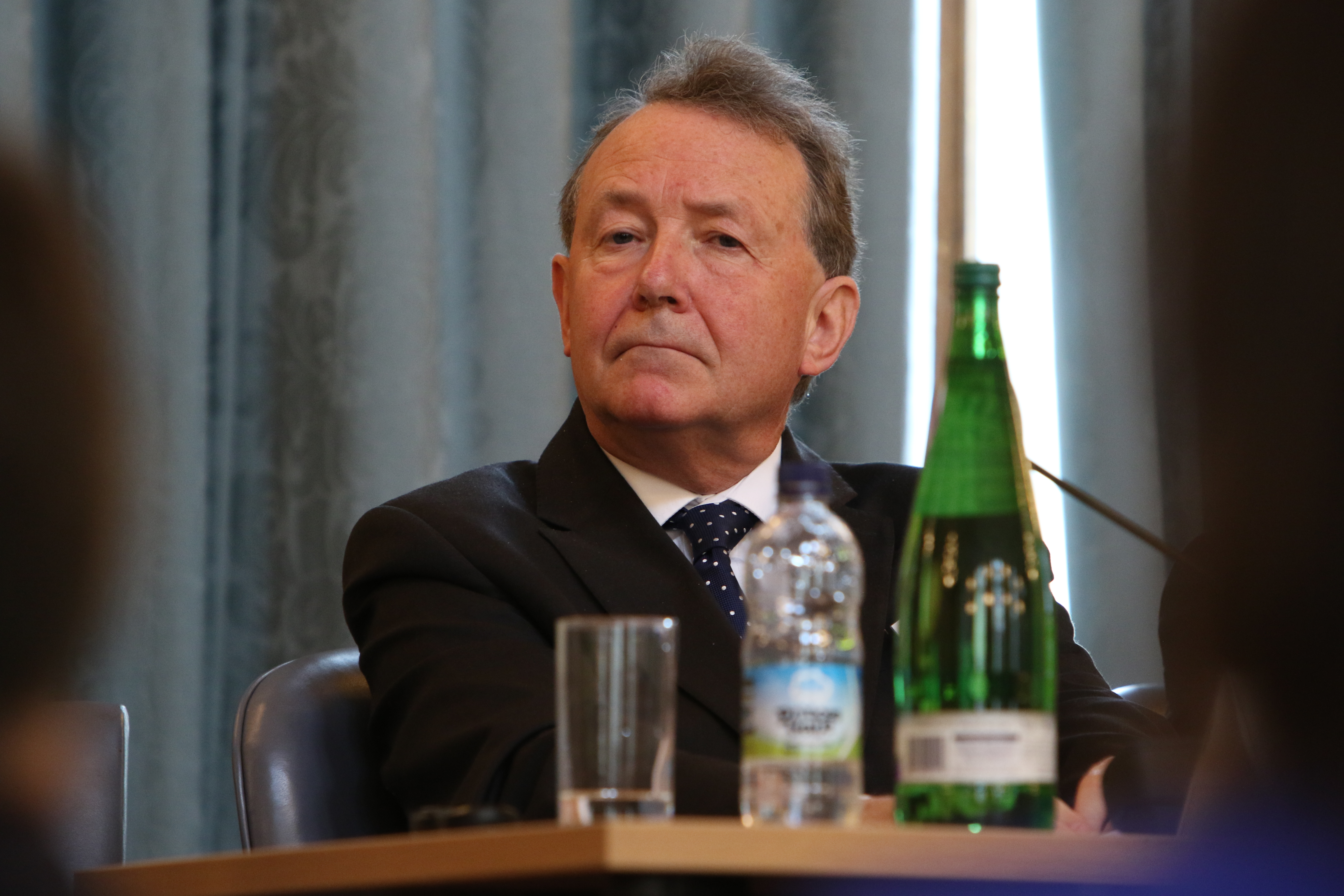
Lord Alton of Liverpool, 2016

David Patrick Paul Alton, Baron Alton of Liverpool (* 15. März 1951) ist ein britischer Politiker, Autor und Life Peer.

## Karriere
Er wurde 1979 als Liberal-Party-Abgeordneter für Liverpool ins House of Commons gewählt. Er war damals der jüngste amtierende Abgeordnete und damit „Baby of the House“. Er wurde zweimal wiedergewählt und trat zur Unterhauswahl 1997 nicht mehr an. Am 12. Juli 1997 wurde er als Baron Alton of Liverpool, of Mossley Hill in the County of Merseyside, zum Life Peer erhoben und wurde damit Mitglied des House of Lords. Er sitzt dort als Crossbencher.
Im Februar 2009 gab er seine Mitgliedschaft in der paneuropäischen Organisation Libertas bekannt, die den Vertrag von Lissabon ablehnt. Durch die Mitgliedschaft Altons erfüllte Libertas die notwendigen Kriterien, um als europäische politische Partei anerkannt zu werden.

## Familie
Er ist verheiratet und hat vier Kinder.

## Veröffentlichungen
- What Kind of Country? Marshall Pickering, 1987
- Whose choice anyway? Marshal Pickering, 1988
- Faith in Britain. Hodder & Stoughton, 1991
- Signs of Contradiction. Hodder & Stoughton, 1996
- Life After Death. Christian Demoract Press, 1997
- Citizen Virtues. Harper Collins, 1999
- Citizen 21. Harper Collins, 2001
- Pilgrim Ways. St Pauls Publishing, 2001
- mit Michele Lombardo: Passion and Pain. mit begleitender DVD der TV-Serie 2003
- mit Martin Foley: Euthanasia: Getting To The Heart of The Matter. 2005
- mit Martin Foley: Abortion: Getting To The Heart of The Matter. 2005